# Loftahammars distrikt
Loftahammars distrikt är ett distrikt i Västerviks kommun och Kalmar län. 
Distriktet ligger i nordöstra delen av kommunen, vid kusten. 

## Tidigare administrativ tillhörighet
Distriktet inrättades 2016 och utgörs av socknen Loftahammars i Västerviks kommun.
Området motsvarar den omfattning Loftahammars församling hade vid årsskiftet 1999/2000.